# Claris
Claris (czyt. klaris) – korespondencja służbowa przedstawicielstwa dyplomatycznego z ministerstwem spraw zagranicznych, która w przeciwieństwie do szyfrogramów nie stanowi informacji niejawnej.
Treść clarisu powinna być zwięzła i rzeczowa. Nie jest ograniczona tematycznie. Może obejmować m.in. informacje prasowe, relacje z wydarzeń, biuletyny sygnalne, notatki kwartalne, kwestie organizacyjne, finansowe, logistyczne.
Wytwórca wiadomości decyduje o rozdzielniku osób, do których adresowany jest claris. Obejmuje on z reguły adresata głównego oraz do wiadomości. W zależności od znaczenia i tematyki oraz biorąc pod uwagę sprawne funkcjonowanie urzędu kierowany jest do ministra spraw zagranicznych, wiceministrów, dyrektorów departamentów i biur, naczelników, a także poszczególnych pracowników. Może być zaadresowany także do ścisłego kierownictwa państwa, innych resortów czy urzędów. Adresaci mogą dalej dekretować clarisy (np. na swoich podwładnych).
Claris wysyłany jest e-mailem. Może zawierać także klauzulę pilności: „pilne”, „bardzo pilne”, „natychmiast” bądź „natychmiast nie w nocy”.
W polskiej służbie zagranicznej zamiast clarisu w latach 2012–2016 używano terminu „wiadomość poczty elektronicznej” (WPE).
Treść przykładowego clarisu:

CLARIS NR: 361 SL: CP: M:MSZ PD D:2005/03/15
ATENY - DZIEMIDOWlCZ
Proszę przekazać notą adresatom treść poniższych depesz:
„Jego Ekscelencja
Karolos Papulias
Prezydent Republiki Greckiej

Szanowny Panie Prezydencie,
w imieniu Rzeczypospolitej Polskiej i jej obywateli oraz moim własnym składam Panu i całemu narodowi greckiemu życzenia pomyślności z okazji Święta Narodowego Republiki Greckiej
Pomny Pańskich dotychczasowych zasług dla rozwoju stosunków polsko-greckich jestem przekonany, że związki między naszymi krajami będą się nadal pomyślnie rozwijać. Liczę na owocne współdziałanie Polski i Grecji na forum instytucji jednoczącej się Europy, a także na rzecz stabilizacji światowej i walki z zagrożeniami o charakterze globalnym.
Łączę najlepsze życzenia szczęścia i pomyślności w życiu osobistym.

Aleksander Kwaśniewski
Prezydent Rzeczypospolitej Polskiej"

(-) ORŁOWSKI